# A Pontenova
A Pontenova (spanisch Puente Nuevo) ist eine spanische Gemeinde (Concello) mit 2.124 Einwohnern (Stand: 2024) in der Provinz Lugo der Autonomen Gemeinschaft Galicien.

## Geografie
A Pontenova liegt am östlichen Rand der Provinz Lugo an der Grenze zur benachbarten Autonomen Gemeinschaft Asturien. Die Gemeinde liegt ca. 50 Kilometer nordöstlich der Provinzhauptstadt Lugo.

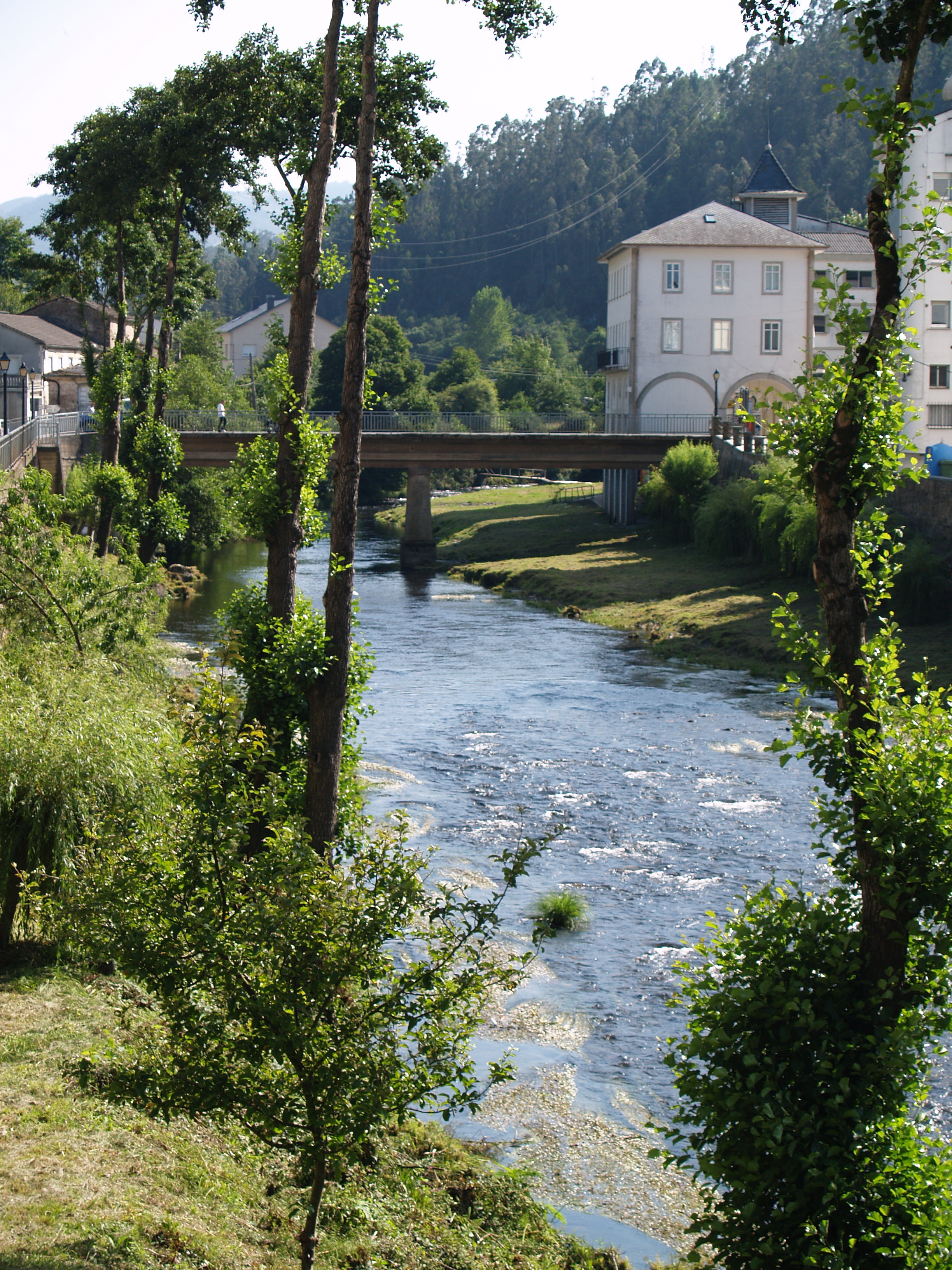
Der Eo bei A Pontenova

Umgeben wird A Pontenova von den sieben Nachbargemeinden:
|          | Trabada                                     | San Tirso de Abres (Asturien) |
| Riotorto | Kompassrose, die auf Nachbargemeinden zeigt | Taramundi (Asturien)          |
| Meira    | Ribeira de Piquín                           | A Fonsagrada                  |

Die Landschaftsform der Gemeinde ist insgesamt hügelig mit Erhebungen teilweise über 600 m. Der bedeutendste Fluss ist der Eo, der das Gemeindegebiet von Süd nach Nord durchquert. Einer seiner größeren Nebenflüsse ist der Río Bidueiro, der in Ribeira de Piquín entspringt und in A Pontenova rechts in den Eo mündet.

## Klima
|                        | Jan | Feb | Mär  | Apr  | Mai  | Jun  | Jul  | Aug  | Sep  | Okt  | Nov  | Dez  |   |      |
| Mittl. Temperatur (°C) | 6,2 | 6,1 | 8    | 9,6  | 12,2 | 15,4 | 17,1 | 17,5 | 16   | 13   | 8,7  | 6,8  | ⌀ | 11,4 |
| Mittl. Tagesmax. (°C)  | 9,4 | 9,9 | 12,3 | 13,8 | 16,4 | 19,8 | 21,6 | 22,2 | 20,7 | 17,1 | 11,8 | 10,2 | ⌀ | 15,5 |
| Mittl. Tagesmin. (°C)  | 3,3 | 2,7 | 4,2  | 5,7  | 8,2  | 11,4 | 13,3 | 13,6 | 12,1 | 9,5  | 5,8  | 3,8  | ⌀ | 7,8  |
|                        |     |     |      |      |      |      |      |      |      |      |      |      |   |      |
| Niederschlag (mm)      | 129 | 106 | 111  | 127  | 116  | 76   | 48   | 58   | 83   | 132  | 147  | 131  | Σ | 1264 |
|                        |     |     |      |      |      |      |      |      |      |      |      |      |   |      |
| Sonnenstunden (h/d)    | 3,6 | 4,4 | 5,6  | 6,2  | 6,8  | 7,2  | 7,0  | 7,2  | 7,0  | 5,9  | 4,0  | 4,0  | ⌀ | 5,7  |
|                        |     |     |      |      |      |      |      |      |      |      |      |      |   |      |
| Regentage (d)          | 11  | 9   | 10   | 11   | 11   | 8    | 7    | 7    | 8    | 11   | 12   | 11   | Σ | 116  |
|                        |     |     |      |      |      |      |      |      |      |      |      |      |   |      |
| Luftfeuchtigkeit (%)   | 85  | 83  | 81   | 81   | 81   | 80   | 79   | 78   | 79   | 81   | 85   | 83   | ⌀ | 81,3 |

| 3,3 |

| 2,7 |

| 4,2 |

| 5,7 |

| 8,2 |

| 11,4 |

| 13,3 |

| 13,6 |

| 12,1 |

| 9,5 |

| 5,8 |

| 3,8 |

| 3,3 |

| 2,7 |

| 4,2 |

| 5,7 |

| 8,2 |

| 11,4 |

| 13,3 |

| 13,6 |

| 12,1 |

| 9,5 |

| 5,8 |

| 3,8 |

Das Klima zeichnet sich durch mäßig warme Sommer und relativ milde Winter aus. 43 % der Niederschläge fallen in den Monaten Oktober bis Januar. Der November ist der feuchteste Monat des Winters und mehr als dreimal so niederschlagsreich wie der Juli, der trockenste Monat des Sommers. Niederschlagsmengen und Anzahl der Regentage pro Monat nehmen in den Sommermonaten Juni bis September deutlich ab. Das Klima ist als Ozeanklima (Cfb-Klima) klassifiziert. 

## Bevölkerungsentwicklung der Gemeinde
Legende: Puente Nuevo Villaodrid___A Pontenova

Quelle: INE-Archiv – grafische Aufarbeitung für Wikipedia
| Männer | Alterstufe | Frauen |
| ------ | ---------- | ------ |
| 0      | 100+       | 3      |
| 6      | 95–99      | 14     |
| 28     | 90–94      | 38     |
| 37     | 85–89      | 83     |
| 51     | 80–84      | 93     |
| 72     | 75–79      | 74     |
| 77     | 70–74      | 85     |
| 86     | 65–69      | 76     |
| 101    | 60–64      | 92     |
| 110    | 55–59      | 89     |
| 84     | 50–54      | 96     |
| 63     | 45–49      | 63     |
| 58     | 40–44      | 58     |
| 48     | 35–39      | 46     |
| 56     | 30–34      | 56     |
| 45     | 25–29      | 45     |
| 39     | 20–24      | 36     |
| 29     | 15–19      | 31     |
| 19     | 10–14      | 28     |
| 23     | 5–9        | 27     |
| 26     | 0–4        | 16     |

Am 1. Januar 2021 waren ca. 54 % der Bevölkerung (58 % der Männer, 51 % der Frauen) im erwerbsfähigen Alter (20–64), während dieser Wert für ganz Spanien ca. 61 % betrug.
Die erhebliche und fortschreitende Überalterung der Bevölkerung der Gemeinde zeigt folgende Tabelle, bei der das Verhältnis von Gruppen von älteren Personen mit Gruppen von Personen der jüngeren Generation verglichen wird:
| Alter | Anzahl Personen | Alter | Anzahl Personen | Provinz | Galicien | Spanien |
| ----- | --------------- | ----- | --------------- | ------- | -------- | ------- |
| 60–64 | 100             | 20–24 | 39              | 49      | 58       | 79      |
| 55–59 | 100             | 15–19 | 30              | 45      | 57       | 71      |
| 50–54 | 100             | 10–14 | 26              | 47      | 56       | 68      |

## Gemeindegliederung
Die Gemeinde A Pontenova ist in elf Parroquias gegliedert:
| Parroquias                | Patrozinium          | Einwohner 2024 | Fläche km² | Dichte Einw./km² | Höhe msnm | Ortskennzahl |
| ------------------------- | -------------------- | -------------- | ---------- | ---------------- | --------- | ------------ |
| Bogo                      | San Pedro            | 94             | 22,73      | 4                | 267       | 27048010000  |
| Conforto                  | Santa María          | 211            | 21,04      | 10               | 173       | 27048020000  |
| A Pontenova               | Sagrado Corazón      | 907            | 10,51      | 86               | 86        | 27048030000  |
| Rececende                 | San Xoán             | 163            | 9,57       | 17               | 143       | 27048050000  |
| Santo Estevo de Rececende | Santo Estevo         | 70             | 7,29       | 10               | 295       | 27048040000  |
| Vilaboa                   | San Xulián           | 188            | 20,64      | 9                | 182       | 27048060000  |
| Vilameá                   | San Vicente          | 228            | 8,55       | 27               | 120       | 27048070000  |
| Vilaoudriz                | Santiago             | 80             | 4,73       | 17               | 144       | 27048080000  |
| Vilaouruz                 | San Martiño          | 34             | 3,79       | 9                | 219       | 27048090000  |
| Vilarmide                 | O Salvador           | 42             | 10,46      | 4                | 335       | 27048100000  |
| Xudán                     | Santa María Madanela | 109            | 16,20      | 7                | 285       | 27048110000  |

Der Hauptort A Pontenova liegt in der gleichnamigen Parroquia A Pontenova.

## Sehenswürdigkeiten

### Sakralbauwerke
| Name                                       | Bemerkungen | Bild |
| ------------------------------------------ | --- | ---- |
| Pfarrkirche Santa María de Conforto        | Es Bis Ende des 18. Jahrhunderts hieß der Ort, an dem die Pfarrkirche steht, Xestoso. Dort befand sich die ursprüngliche Kirche, ein romanischer Bau, der abgerissen wurde, um an seiner Stelle die heutige Wallfahrtskirche zu errichten. Im Mai 1662 begann der Neubau nach Plänen des Architekten und damaligen Ratsmitglieds von Viveiro, Diego Ibáñez Pacheco, und endete 1664. Das Außengebäude hat sehr einfache Linien und sehr nüchterne Verzierungen. Der 1744 fertiggestellte Turm besteht aus vier Ebenen. Der untere Teil besteht aus drei Rundbögen mit Kreuzgratgewölbe. Das zweite Stockwerk hat ein Fenster mit Gitter. In der dritten Ebene befinden sich die vier Glocken in Rundbögen. Die der vierte und oberste Ebene ist achteckig und hat einen Helm in Form einer Pyramide, die mit Kupferplatten und -kanten bedeckt ist und von einem Sockel aus vier großen verzierten Fialen begleitet wird. Im 19. Jahrhundert wurde der Turm mehrfach umgebaut und 1964 komplett restauriert. Das Hauptportal der Kirche befindet sich unterhalb des Turms. Es zeigt einen Renaissancestil mit Rundbögen und wird von kannelierte Säulen und einem kunstvollen Tympanon eingerahmt. Das südliche Tor, bekannt als „Puerta del Sol“, ist flach mit abgewinkelten Ornamenten, einem schmucklosen Fries, einem geschwungenen Giebel und einer Sonnenuhr. Das Nordportal, bekannt als „Puerta de la Luna“, ähnelt dem Südportal, es fehlt jedoch eine Abdeckung und eine Sonnenuhr. An seiner Stelle wurde ein Steinbild der Jungfrau Maria aufgestellt. Die sieben Altarbilder, die die Kirche besitzt, vereinen barocke und klassizistische Elemente. |      |
| Wallfahrtskirche San Pedro Fiz             | Sie befindet sich in der Parroquia Vilarmide und hat ein rechteckiges Kirchenschiff mit Säulengang am Eingang, eine Hauptkapelle mit großem Triumphbogen und eine Sakristei am Kopfende. Im Inneren befindet sich ein klassizistisches Altarbild aus dem 19. Jahrhundert mit Bildern aus dem 17. und 18. Jahrhundert. Die Frommen bringen ihre Opfergaben dar, im Allgemeinen Votivgaben aus Wachs, die die erkrankten Körperteile oder andere mit der Krankheit in Verbindung stehende Figuren darstellen, und waschen die Teile mit einem angefeuchteten Taschentuch im Brunnen in der Nähe des Heiligtums und lassen die Taschentücher dann an der Vegetation hängen, die den Brunnen umgibt. Die Wallfahrt von San Pedro Fiz wird am ersten Sonntag im August gefeiert. |      |
| Wallfahrtskirche Virgen den Carmen de Cova | Sie befindet sich in der Parroquia Vilaouruz und stammt aus der zweiten Hälfte des 17. Jahrhunderts. Sie birgt einen Hauptaltar mit Schlangensäulen und drei Nischen auf jeder Etage und ein gotisches Weihrauchfass aus Metall aus dem 16. Jahrhundert. Das Fest zu Ehren der Virgen del Carmen de Cova wird am letzten Sonntag im August gefeiert. |      |
| Pfarrkirche San Juan de Rececende          | Sie wurde 1769 wieder aufgebaut, wobei die Fassade und die drei Halbkreisbögen, die die beiden bestehenden Schiffe trennten, erhalten wurden. Zwei der Altarbilder stammen aus dem 17. Jahrhundert mit barocken Schnitzereien, von denen sich eines durch ein Relief des Kreuzes von Caravaca in der Mitte auszeichnet. In der Sakristei befindet sich ein silbernes Vortragekreuz mit Holzkern aus dem 18. Jahrhundert und zwei Wasserbecken, eines für Weihwasser und das andere für die Taufe. Fesseln und Ketten der Inquisition lassen sich in dieser Kirche auch finden. |      |
| Pfarrkirche Santiago de Vilaoudriz         | Obwohl sie im 18. Jahrhundert renoviert wurde, sind einige ihrer Elemente romanisches Erbe. Die Kirche hat ein rechteckiges Kirchenschiff mit einer schmaleren Hauptkapelle, einer Sakristei an der Vorderseite und einem Portikus im gegenüberliegenden Kirchenschiff. Auf jeder der Seiten des Mittelschiffs befinden sich zwei seitliche Altarbilder und auf der linken Seite des Schiffs befindet sich ein Altarbild aus dem letzten Drittel des 16. Jahrhunderts im plateresken Stil sowie eine Schnitzerei, die seine zentrale Nische einnimmt. |      |
| Pfarrkirche von Vilaboa                    | Ihr Bau geht auf das zweite Drittel des 18. Jahrhunderts zurück, ebenso wie ihre Altarbilder mit einigen Schnitzereien aus dem 16. Jahrhundert. Sie besteht aus drei Schiffen, die durch Halbkreisbögen auf Pilastern getrennt sind. Jedes ihrer Schiffe hat einen unabhängigen Eingang, der sich zum Portikus öffnet. Hervorzuheben sind zwei seitliche Altarbilder mit gedrehten Säulen und Estipiten sowie ein weiteres Altarbild im Barockstil. |      |
| Kapelle de Nuestra Señora de la Asunción   | Es ist eine alte Pfarrkirche romanischen Ursprungs. Sie hat ein Renaissance-Hauptaltarbild von zwei Etagen aus dem 16. Jahrhundert und zwei weitere kleinere Altarbilder, eines davon mit Schlangensäulen aus dem 17. Jahrhundert. |      |

### Profanbauwerke
- Herrenhaus (Pazo) Vilaxe

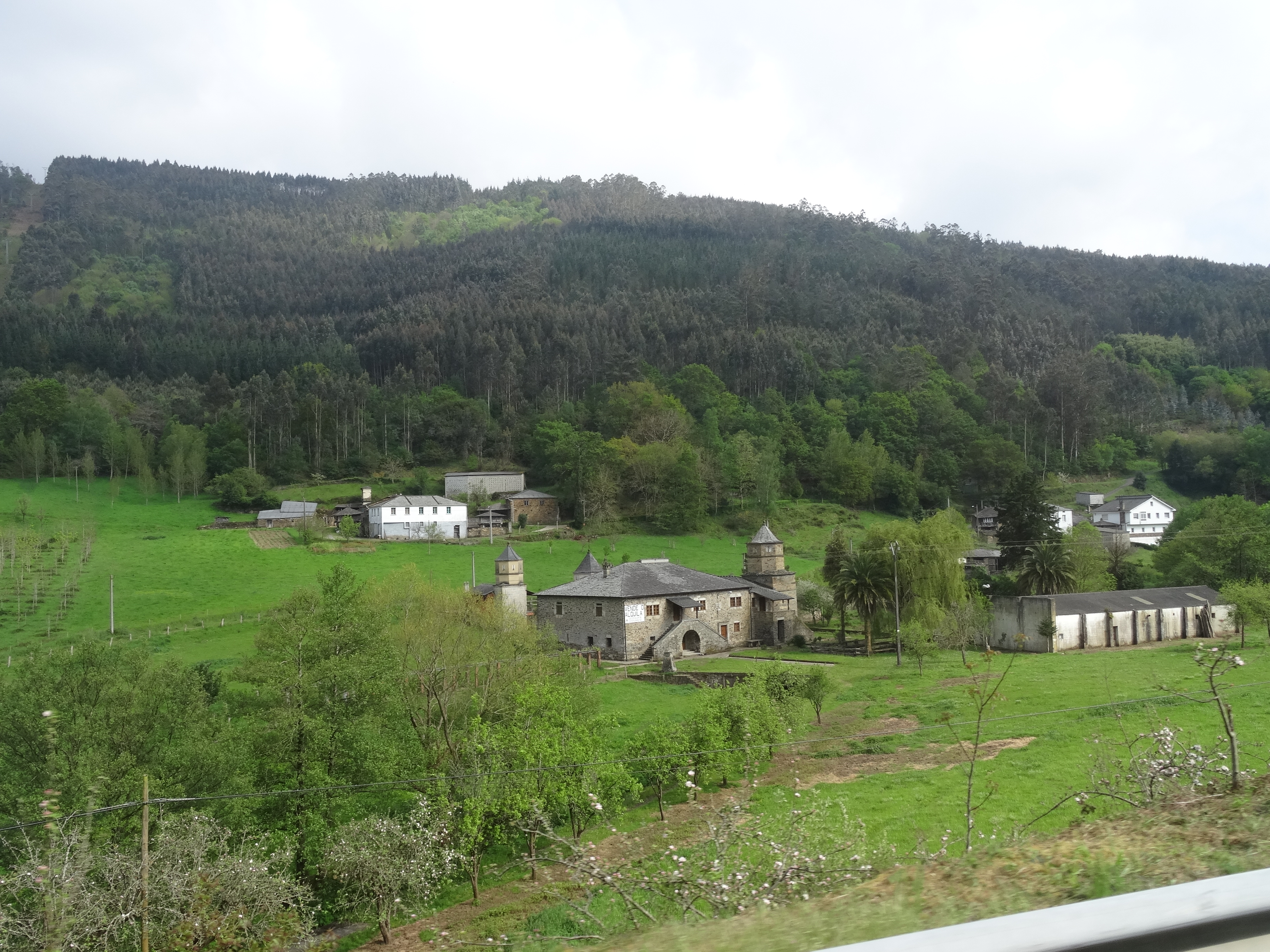
Pazo de Vilaxe

Es befindet sich in der Parroquia Xudán und ist auch als „Pazo de Trelles o Pimentel“ bekannt. Es hat zwei Wappenpaare mit Inschriften aus dem Jahr 1583, Das Gebäude mit rechteckigem Grundriss besteht aus Schieferplatten mit Stürzen und Ecken aus Granit. Es hat drei Türme aus dem 16. Jahrhundert, zwei davon achteckig, eine Kapelle aus dem Jahr 1764 und einen Getreidespeicher.
- Brennöfen

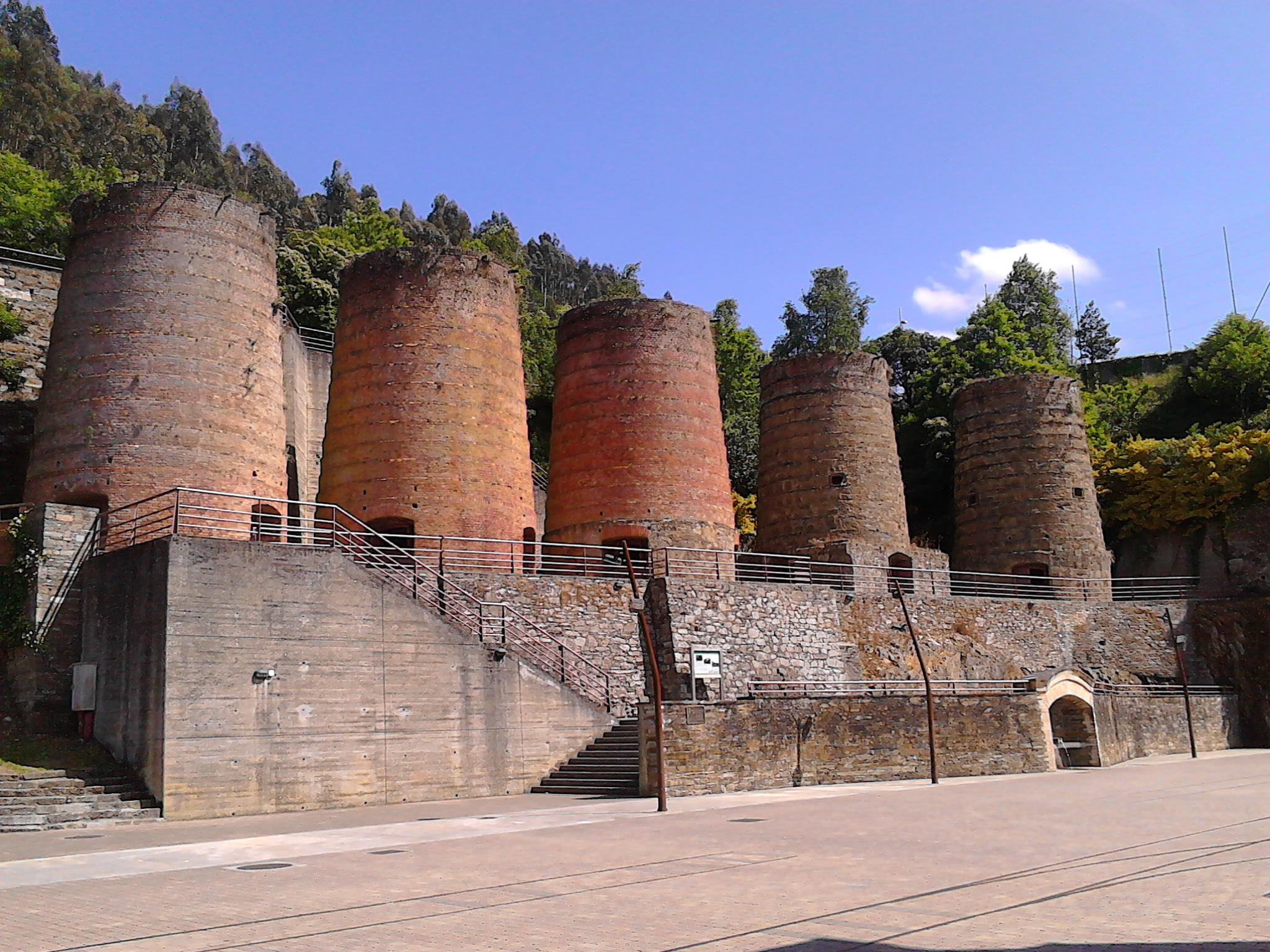
Brennöfen

Historisch gesehen war das Gebiet, in dem sich die Gemeinde A Pontenova befindet, schon immer sehr reich an Eisenerz, insbesondere in den Gebieten in der Nähe des Flusses Eo und seiner Nebenflüsse.
Obwohl es unzählige kleine Eisenerzvorkommen sedimentären Ursprungs gibt, die über das gesamte Gebiet verstreut sind, sind es die Gebiete, die dem Eo-Flussbecken am nächsten liegen, in denen sich die Eisenmineralisierung in größerem Maßstab entwickelte. Insbesondere befanden sich die größten und ältesten Eisenlagerstätten in der Parroquia Vilaoudriz, in der Kontaktzone zwischen den massiven Quarziten der sogenannten „Eo-Schichten“ und den sogenannten „Luarca-Schiefern“, innerhalb einer U-förmigen geologischen Struktur, die als „Mulde von Vilaoudriz“ bekannt ist. Die Mineralisierung dieser Art von Eisen trat vor etwa 450 Millionen Jahren im mittleren und oberen Ordovizium innerhalb des Paläozoikums auf.

## Wirtschaft
| Ackerbau, Viehzucht und Fischerei                                                  | 067 | 09,17  |
| Industrie                                                                          | 115 | 015,73 |
| Bauwirtschaft                                                                      | 088 | 012,04 |
| Dienstleistungsbetriebe                                                            | 461 | 063,06 |
| Total                                                                              | 731 | 100,00 |
| * Daten aus dem Statistischen Amt für Wirtschaftliche Entwicklung in Galicien, IGE |     |        |

## Verkehr
Die Nationalstraße N-640 von Lugo nach Castropol an der Küste der Biscaya durchquert das Gemeindegebiet von Süd nach Nord. Landstraßen führen zu den Nachbargemeinden. Die Provinzstraße LU-104 verbindet die Gemeinde mit Taramundi, die Landstraße LU-P-1904 mit der Nachbargemeinde A Fonsagrada, die Landstraße LU-P-4802 mit der Nachbargemeinde Ribeira de Piquín, die Provinzstraße LU-124 mit der Gemeinde Riotorto.